# Минудешт
Минудешт (перс. مينودشت‎) — город в северной части Ирана, в остане Голестан. Административный центр шахрестана Минудешт.

## География
Расположен на шоссе между Горганом и Боджнурдом.

## Население
Население города по национальному признаку разнообразно. Здесь проживают представители табари, курды, татары и азербайджанцы. 
На момент проведения Национальной переписи населения 2006 года население города составляло 25 983 человека в 6472 домашних хозяйствах. По данным следующей переписи населения 2011 года, в городе проживало 28 478 человек в 7776 домашних хозяйствах. По данным переписи населения 2016 года, население города составляло 30 085 человек в 8980 домохозяйствах.
| 1996   | 2006   | 2011   | 2016   |
| ------ | ------ | ------ | ------ |
| 21 011 | 25 983 | 28 478 | 30 085 |